# Politisk satire
Politisk satire er en bestem form for satire, der gør grin med politikere og politiske nyheder. Politisk satire adskiller sig fra politiske protester, da denne satire ikke nødvendigvis søger direkte indflydelse, men blot udstiller en problematik eller en personlighed ofte ved at lægge vægt på noget absurd.